# Aleksandr Guínzburg
Aleksandr Ilitx Guínzburg, rus: Алекса́ндр Ильи́ч Ги́нзбург, pronunciat  ɐlʲɪˈksandr ɪlʲˈjitɕ ˈɡʲinzbʊrk (?·pàg.) conegut a l'exili francès com a Alexandre Ginsburg (21 de novembre de 1936, Moscou, URSS - 19 de juliol de 2002, París, França) - fou un periodista, poeta i editor rus, membre del moviment dels drets humans a l'URSS, membre del Grup Hèlsinki de Moscou, compilador d'una de les primeres col·leccions de samizdat (l'almanac poètic Sintaksis) i membre del consell editorial de la revista Kontinent entre els anys 1979 i 1990.
Guínzburg és considerat un dels principals dissidents de la Unió Soviètica. Les autoritats l'acusaven de propaganda anticomunista. Va ser sentenciat tres cops a internament en un camp de treball: dos anys el 1960, cinc el 1968 i vuit el 1978. L'abril del 1979, va ser expatriat i fou intercanviat, junt amb altres quatre presos polítics (Eduard Kuznetsov, Mark Dimxits, Valentín Moroz, i Gueorgui Vins) per dos espies soviètics. Després de gairebé un any i mig als Estats Units, es va traslladar amb la seva família a París.

## Tasca com a dissident
El 1965, Aleksandr Guínzburg va documentar el procés dels escriptors Iuli Daniel i Andrei Siniavski (procés de Siniavski i Daniel). Havent obtingut una còpia de procediments judicials a porta tancada de l'estenògraf del tribunal, va compilar un Llibre Blanc que documentava el judici. Llavors va enviar còpies del llibre amb la seva adreça al KGB i al cap de l'oficina del fiscal.:8 l llibre també va circular en samizdat i va ser enviat de contraban a Occident. Junt amb Iuri Galanskov, Guínzburg fou arrestat el 1967, acusat de agitació i propaganda antisoviètica, condemnat a cinc anys de treballs forçats (procés Guínzburg-Galanskov).
Després del seu alliberament el 1972, Guínzburg juntament amb Aleksandr Soljenitsin va endegar el Fons d'Ajuda als Presos Polítics. Amb els beneficis derivats de les vendes del llibre de Soljenitsin Arxipèlag Gulag, va distribuir fons i suport material a presoners polítics i religiosos a través de la Unió Soviètica durant els anys 1970 i 1980.
El 1976, Guínzburg es va convertir en membre fundador del Grup Hèlsinki de Moscou, que controlava els incompliments de les garanties de drets humans que el govern soviètic havia subscrit en els acords de Hèlsinki de 1975. Guínzburg es va encarregar de controlar la persecució estatal de les denominacions cristianes més petites, per la qual cosa va ser arrestat novament el 1978 i condemnat a vuit anys de presó. L'abril del 1979, fou, amb altres quatre dissidents, privat de la seva ciutadania, i intercanviat per dos soviètics que havien estat empresonats per espionatge.
Al llarg de la seva carrera, Guínzburg va advocar per la resistència no-violenta. Creia en exposar els abusos dels drets humans per part de la Unió Soviètica i en pressionar al govern perquè seguís les seves pròpies lleis. Va fer un esforç per treure de contraban els seus escrits a l'exterior per augmentar la pressió externa sobre els soviètics.